# Eparchie oralská
Eparchie Oral je eparchie ruské pravoslavné církve nacházející se v Kazachstánu.

## Území a titul biskupa
Zahrnuje správní hranice území Atyrauské, Západokazachstánské a Mangystauské oblasti.
Eparchiálnímu biskupovi náleží titul biskup oralský a atyrauský.

## Historie
Historicky bylo území Uralu součástí kazaňské a poté orenburské eparchie.
Dne 7. listopadu 1908 byl zřízen uralský vikariát samarské eparchie, který se 5. října 1916 stal samostatnou eparchií.
Ve 20. letech byla část chrámů pod správou renovacionistů a byla zde zřízena také renovační eparchie.
Ve 30. letech došlo k uzavření chrámů a potlačení duchovenstva, tím také eparchie zanikla.
Dne 30. ledna 1991 byla rozhodnutím Svatého synodu obnovena činnost eparchie.
Dne 7. května 2003 se stala součástí Kazachstánského metropolitního okruhu.
Dne 6. října 2010 byla z části území eparchie zřízena nová eparchie kostanajská.
Dne 24. března 2022 byla z části území eparchie zřízena nová eparchie aktobská.

## Seznam biskupů
- 1908–1926 Tichon (Obolenskij)
  - 1923–1923 Petr (Sokolov) dočasný správce
  - 1926–1926 Pavel (Flerinskij) dočasný správce
- 1926–1929 Pavel (Pavlovskij)
- 1929–1930 Ioann (Bratoljubov)
- 1930–1931 Pamfyl (Ljaskovskyj)
- 1931–1933 Modest (Nikitin)
  - 1933–1991 eparchie zrušena
- 1991–2022 Antonij (Moskalenko)
  - 2022–2023 Alexandr (Mogiljov) dočasný správce
- od 2023 Vianor (Ivanov)